# Verena Wengler

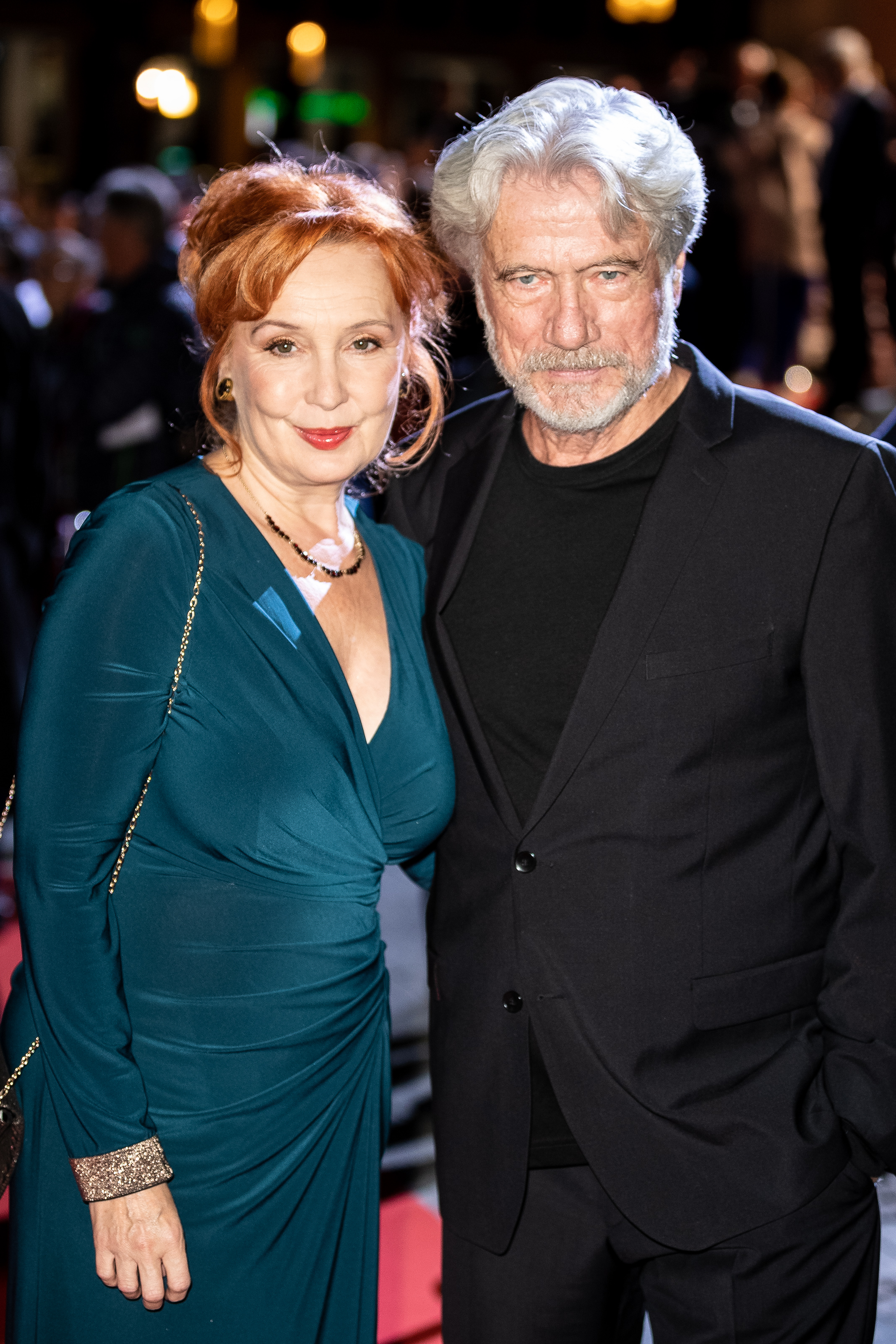
Verena Wengler und Jürgen Prochnow (Hessischer Film- und Kinopreis 2019)

Verena Wengler, verheiratete Verena Wengler-Prochnow, (* 1962 in Innsbruck, Tirol) ist eine österreichische Schauspielerin.

## Leben
Wengler machte ihre Schauspielausbildung am Max Reinhardt Seminar. Sie war unter anderem am Burgtheater in Wien, am Schillertheater in Berlin, am Ernst-Deutsch-Theater in Hamburg und Theater in Frankfurt tätig.
Seit 19. März 2015 ist sie mit dem Schauspieler Jürgen Prochnow verheiratet.

## Filmographie (Auswahl)
- 1980: Zwerg Nase
- 1980: Maria Theresia
- 1981: Die liebe Familie
- 1986: Der Unbestechliche
- 1988: Beethovens Zehnte
- 1997–1998: Der Bergdoktor
- 1999: Für alle Fälle Stefanie
- 2002: Die Heirat wider Willen
- 2002: Unser Charly
- 2002: In aller Freundschaft